# Gerhard (Jülich-Berg)

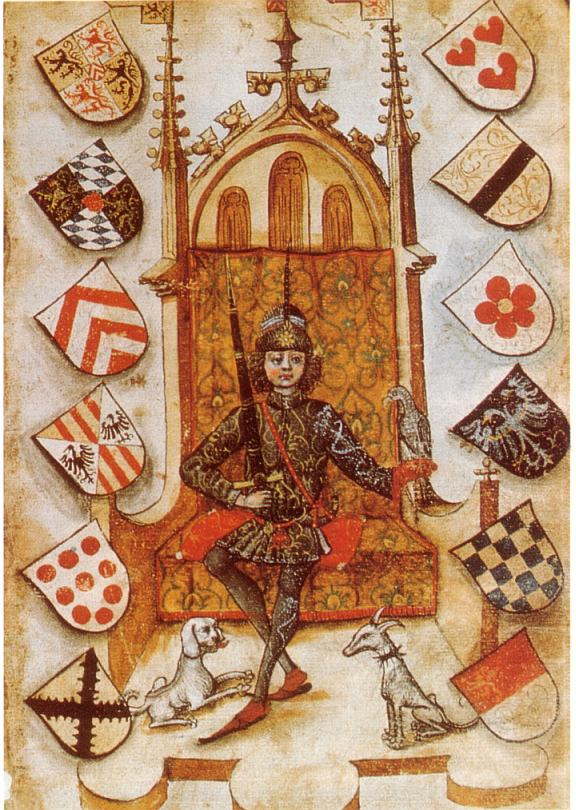
Herzog Gerhard von Jülich-Berg. Miniatur von 1480

Gerhard von Jülich-Berg (* um 1416/17; † 18. August 1475 auf Burg Lülsdorf) war seit 1428 Graf von Ravensberg und seit 1437 Herzog von Jülich und Berg.

## Leben
Gerhard war Sohn des Grafen Wilhelm von Ravensberg und der Adelheid von Tecklenburg. Die Nachfolge seines Vaters in der Grafschaft Ravensberg trat er nach dessen Tod 1428 an. Als Erbe seines Onkels Herzog Adolf von Jülich-Berg übernahm er 1437 auch die Herrschaft in den Herzogtümern Jülich und Berg.
In der Schlacht bei Linnich am 3. November 1444 besiegte Gerhard Arnold von Egmond, den Herzog von Geldern. Er verzichtete aber auf den Erbanspruch und verkaufte diesen an den Herzog von Burgund, womit der langwährende Zweite Geldrische Erbfolgekrieg ein Ende fand. Aus Dankbarkeit gründete er den Orden vom Hl. Hubert, auch Orden vom Horn oder Hubertusorden genannt.
Kurz nach Geburt seines Sohnes Wilhelm 1455 fiel Gerhard in eine geistige Umnachtung. Seine Frau Sophie von Sachsen-Lauenburg übernahm die Regentschaft.
Gerhard starb 1475 und wurde im Altenberger Dom begraben.